# Scoparia kanai
Scoparia kanai là một loài bướm đêm trong họ Crambidae.